# セルジオ・アパレシド・ゴベッチ
セルジオ・アパレシド・ゴベッチ（Sergio Aparecido Gobetti、1959年4月4日-）は、ブラジル出身のサッカー指導者。

## 来歴
学生時代は体育大学に入学し、国際監督のあり方や技術指導、マネジメントについて学んだ。ゴールキーパーとしてクラブチームでのプレー経験も持つ。
2003年に来日。2005年から2012年までFC岐阜のGKコーチを務めた。

## 人物
- 日本語で指導している[2]。
- 息子のヴィニシウスは岐阜工業高校でゴールキーパーとしてプレーし[4]、第88回全国高等学校サッカー選手権大会に出場。2015年、ヴィアティン三重に加入[5]。

## 指導歴
- 1992年 - 1993年 グレミオ・エスポルチーボ・マウアエンセ 監督
- 1994年 - 1995年 ECサント・アンドレ 監督
- 1996年 - 1997年 イタペチニンガ 監督
- 1998年 - 2001年 SEパルメイラス ユースチーム監督 トップチームコーチ
- 2003年 -　CSAアラゴアス 監督
- 2004年 - 岐阜県立岐阜工業高等学校 GKコーチ
- 2005年 - 2012年 FC岐阜 GKコーチ
- 2016年 - 名古屋経済大学 GKコーチ
- 2016年 - 近江高等学校GKコーチ